# Gąski (Olecko)

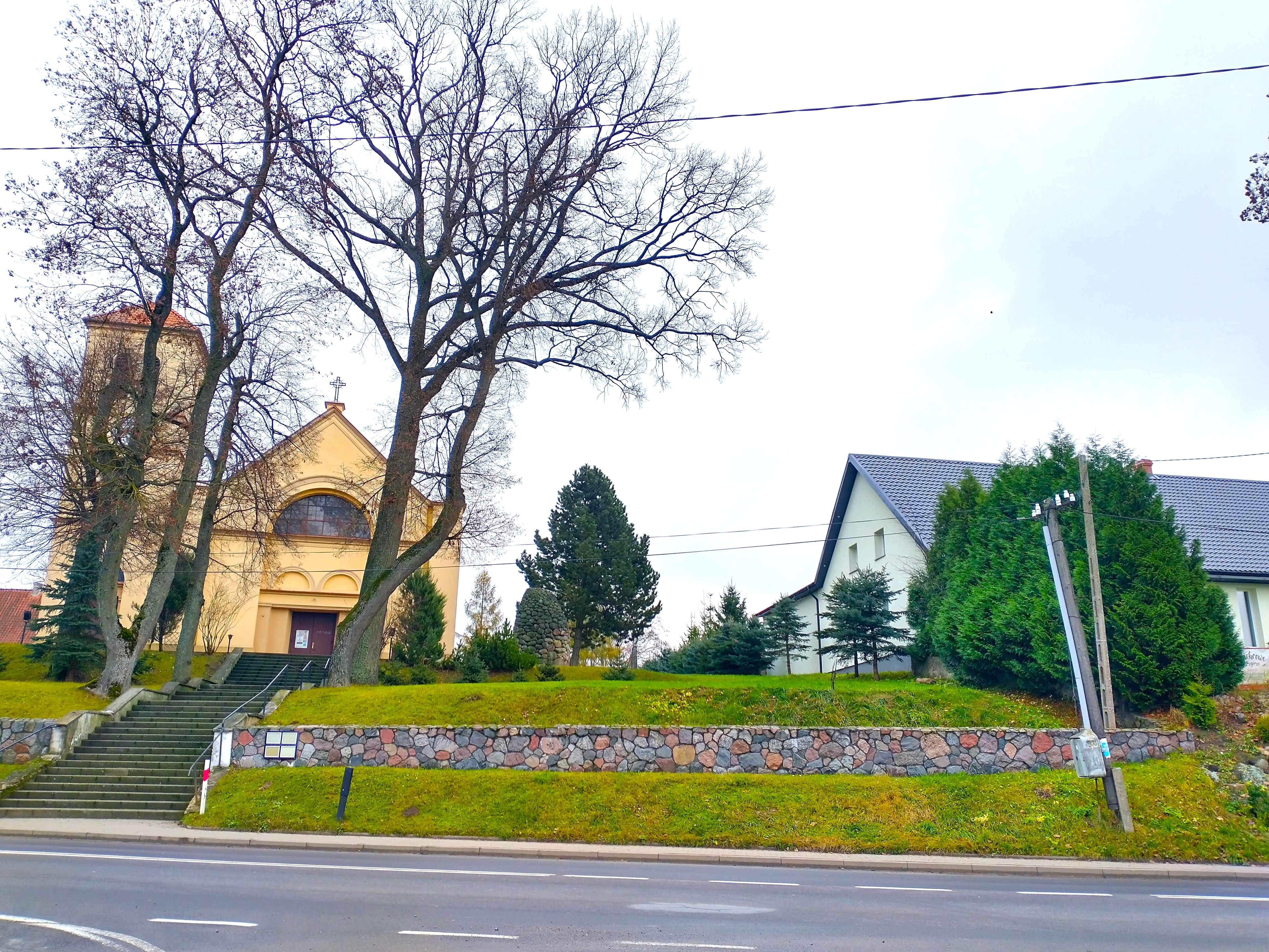
Gąski

Gąski [ˈɡɔ̃w̃s?i] (deutsch Gonsken, 1938–1945 Herzogskirchen) ist ein Dorf in der polnischen Woiwodschaft Ermland-Masuren und gehört zur Stadt-und-Land-Gemeinde Olecko (Marggrabowa, umgangssprachlich auch: Oletzko, 1928–1945 Treuburg) im Powiat Olecki (Kreis Oletzko, 1933–1945 Kreis Treuburg).

## Geographische Lage
Gąski liegt am Ostufer des Jezioro Przytulskie (1938–1945 Herzogskirchener See, deutsch Gonsker See) im Osten der Woiwodschaft Ermland-Masuren, zwölf Kilometer südwestlich der Kreisstadt Olecko.

## Geschichte
Im Jahr 1539 wurde das damals Gosty, vor 1785 Gunska und bis 1938 Gonsken genannte Dorf gegründet, das im Jahr 1741 ein Kirchdorf wurde. Am 27. Mai 1874 wurde es Amtsdorf und damit namensgebend für einen Amtsbezirk, der – am 13. September 1938 umbenannt in Amtsbezirk Herzogskirchen – bis 1945 bestand und zum Kreis Oletzko (1933–1945 Kreis Treuburg) im Regierungsbezirk Gumbinnen der preußischen Provinz Ostpreußen gehörte.
Im Jahr 1910 waren 697 Einwohner in Gonsken registriert. Ihre Zahl verringerte sich bis 1933 auf 675 und belief sich 1939 noch auf 604.
Aufgrund der Bestimmungen des Versailler Vertrags stimmte die Bevölkerung im Abstimmungsgebiet Allenstein, zu dem Gonsken gehörte, am 11. Juli 1920 über die weitere staatliche Zugehörigkeit zu Ostpreußen (und damit zu Deutschland) oder den Anschluss an Polen ab. In Gonsken stimmten 566 Einwohner für den Verbleib bei Ostpreußen, auf Polen entfiel keine Stimme.
Am 3. Juni (amtlich bestätigt am 16. Juli) des Jahres 1938 wurde Gonsken aus politisch-ideologischen Gründen der Vermeidung fremdländisch klingender Ortsnamen in „Herzogskirchen“ umbenannt. In Kriegsfolge kam das Dorf dann 1945 mit dem gesamten südlichen Ostpreußen zu Polen; es ist heute Sitz eines Schulzenamtes (polnisch sołectwo) und somit eine Ortschaft in der Stadt-und-Land-Gemeinde Olecko (Marggrabowa, 1928–1945 Treuburg) im Powiat Olecki (Kreis Oletzko, 1933–1945 Kreis Treuburg), bis 1998 der Woiwodschaft Suwałki, seither der Woiwodschaft Ermland-Masuren zugehörig.

### Amtsbezirk Gonsken/Herzogskirchen (1874–1945)
Der Amtsbezirk Gonsken – 1938 in Amtsbezirk Herzogskirchen umbenannt – bestand ursprünglich aus sechs Dörfern. Am Ende waren es noch fünf:
| Name        | Änderungsname 1938 bis 1945 | Polnischer Name | Bemerkungen                     |
| ----------- | --------------------------- | --------------- | ------------------------------- |
| Gonsken     | Herzogskirchen              | Gąski           |                                 |
| Kukowken    | Heinrichstal (Ostpr.)       | Kukówko         |                                 |
| Leschnicken | Kleinheinrichstal           | Leśniki         | 1904 nach Kukowken eingemeindet |
| Sabielnen   | Podersbach                  | Zabielne        |                                 |
| Sayden      | Saiden                      | Zajdy           |                                 |
| Schlepien   | Schlöppen                   | Ślepie          |                                 |

Am 1. Januar 1945 bildeten den Amtsbezirk Herzogskirchen noch die Gemeinden Heinrichstal, Herzogskirchen, Podersbach, Saiden und Schlöppen.

## Religionen

### Kirchengebäude
Die heutige Kirche ist der 1831 bis 1833 entstandene Nachfolgebau einer 1741 errichteten Holzkirche. Erst 1908/09 wurde der Turm angebaut. Das Kircheninnere ist in der Mitte mit einem Tonnengewölbe überdeckt, an den Seiten flachgedeckt. Bis 1945 war sie ein evangelisches Gotteshaus, seit 1945 dient sie der Römisch-katholischen Kirche als Gottesdienststätte und trägt jetzt den Namen des Antonius von Padua (Kościół Św. Antoniego Padewskiego).

### Kirchengemeinde

#### Evangelisch
Im Jahr 1741 wurde Gonsken ein evangelisches Kirchdorf, das anfangs in die Inspektion Lyck (polnisch Ełk), danach bis 1945 in den Kirchenkreis Oletzko/Treuburg in der Kirchenprovinz Ostpreußen der Evangelischen Kirche der Altpreußischen Union eingegliedert war. 1925 zählte das Kirchspiel Gonsken 3005 Gemeindeglieder.
Flucht und Vertreibung der einheimischen Bevölkerung machten nach 1945 evangelisches Gemeindeleben nicht mehr möglich. Heute hier lebende evangelische Kirchenglieder orientieren sich zur Kirchengemeinde in Ełk, einer Filialgemeinde der Pfarrei in Pisz (deutsch Johannisburg) in der Diözese Masuren der Evangelisch-Augsburgischen Kirche in Polen.

#### Römisch-katholisch
Vor 1945 lebten nur sehr wenige katholische Kirchenglieder in Gonsken bzw. Herzogskirchen. Sie gehörten zur Pfarrkirche in Marggrabowa (Treuburg/Olecko) im Bistum Ermland. Aufgrund der Ansiedlung zahlreicher polnischer und überwiegend katholischer Neubürger in Gąski wurde hier eine Pfarrei (polnisch parafia) gebildet, die das bisher evangelische Gotteshaus als ihre Pfarrkirche nutzte. Sie ist Teil des Dekanats Olecko – św. Jana Apostoła im Bistum Ełk der Römisch-katholischen Kirche in Polen. In Kijewo (Kiöwen) befindet sich eine Filialkirche.

## Verkehr
Gąski liegt an der bedeutenden Landesstraße DK 65 (frühere deutsche Reichsstraße 132), die von der russischen bis zur belarussischen Grenze die Woiwodschaften Ermland-Masuren und Podlachien verbindet. Innerorts enden zwei Nebenstraßen aus westlicher bzw. östlicher Richtung kommend, die den Ort mit dem Umland zusammenführen.
Die nächste Bahnstation ist Kijewo (Kiöwen) an der einst bedeutenden Bahnstrecke Lyck–Insterburg (polnisch Ełk–Tschernjachowsk), die heute nur noch zwischen Ełk und Olecko als Güterverkehrsstrecke benutzt wird.

## Aus dem Ort gebürtig
- Gerhard Olschewski (* 30. Mai 1942 in Herzogskirchen), deutscher Schauspieler und Hörspielsprecher